# العلاقات الأمريكية السعودية

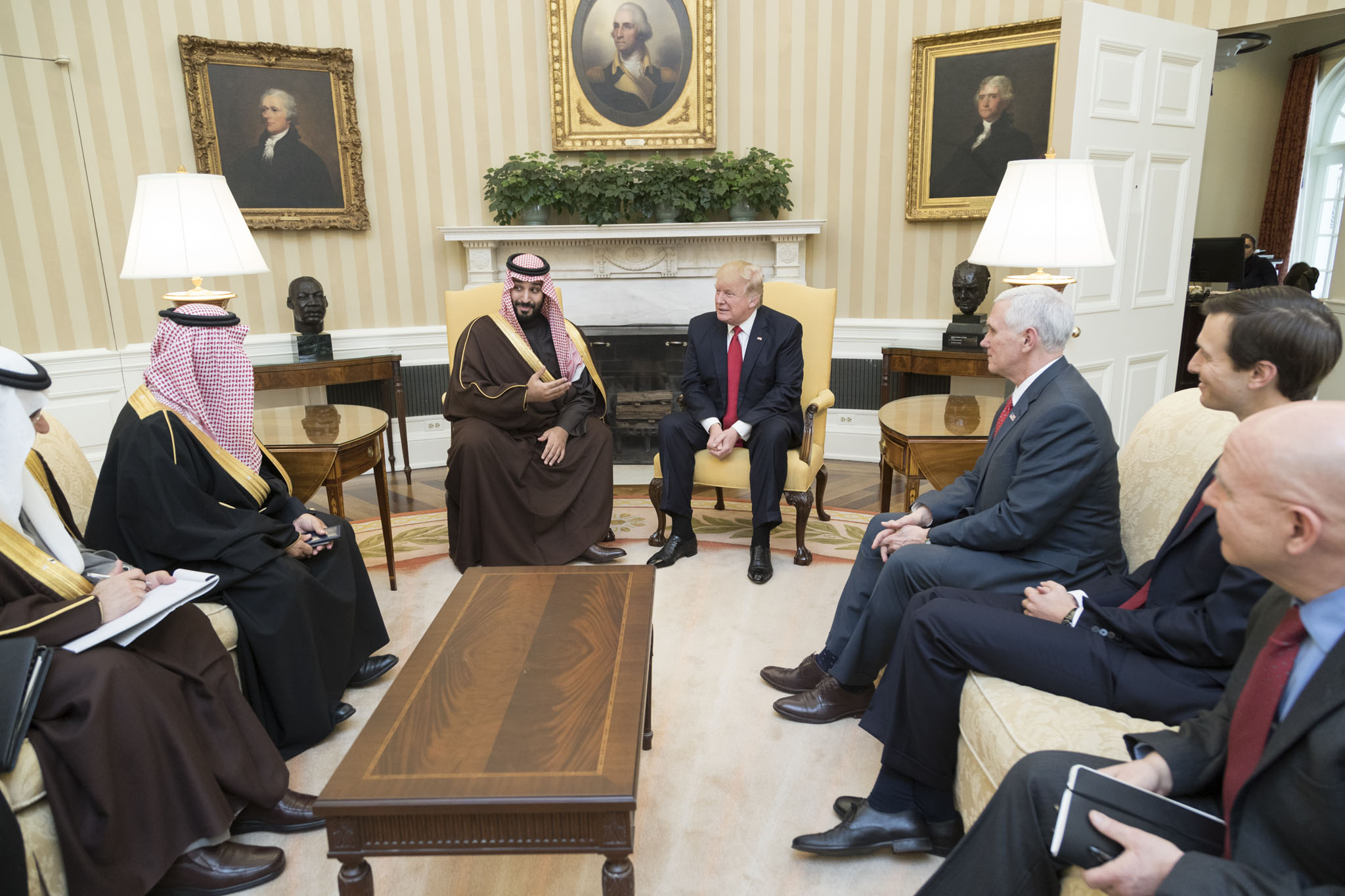
الرئيس الأمريكي دونالد ترامب مع ولي عهد المملكة العربية السعودية محمد بن سلمان في البيت الأبيض، آذار / مارس 2017.

العلاقات الأمريكية السعودية (بالانجليزية:Saudi Arabia–United States relations) في عام 1933 بدأت العلاقات الدبلوماسية الثنائية بصورة كاملة ومميزة بين
المملكة العربية السعودية. وبالرغم من الاختلافات بين البلدين - ففي السعودية حكومة ملكية مطلقة بعكس الولايات المتحدة فهي جمهورية علمانية دستورية - إلا أن البلدان حليفين.
إن لدى الرئيسان السابقان للولايات المتحدة جورج دبليو بوش وباراك أوباما علاقات وثيقة وقوية مع أعضاء كبار من العائلة الملكية السعودية، وعلى العكس تماما فإن الرأي العام بين البلدين أصبح سلبياً بشكل متزايد في السنوات الأخيرة وخصوصاً الآراء الأمريكية حول السعودية. تم تعزيز العلاقة عبر زيارة الرئيس دونالد ترامب إلى السعودية في مايو 2017 والتي كانت أول رحلة خارجية له بعد أن أصبح رئيساً للولايات المتحدة.
ومنذ أن بدأت العلاقات الحديثة في عام 1945 استمرت المملكة في تمديد النفط ودعم سياسات الأمن القومي الأمريكية.
ومنذ الحرب العالمية الثانية تحالف البلدان ضد الشيوعية وقاموا بدعم استقرار أسعار النفط والمحافظة على سلامة حقوله وشحنه عبر الخليج العربي كما عملوا على تعزيز استقرار اقتصادات الدول الغربية التي كان السعوديون يستثمرون فيها، وركز هذا التحالف على مواجهة الاتحاد السوفييتي في أفغانستان وطرد القوات العراقية من الكويت في عام 1991 بعملية وصفت ب حرب الخليج الثانية
لقد كان البلدان على خلاف بشأن دولة إسرائيل بالإضافة إلى حظر تصدير النفط الذي تزعمته السعودية وغيرها من مصدري النفط في الشرق الأوسط على الولايات المتحدة وحلفائها أثناء أزمة النفط عام 1973 م مما أدى إلى ارتفاع أسعار النفط كثيراً كما أن السعودية عارضت غزو العراق من قبل الولايات المتحدة وجوانب الحرب على الإرهاب عام 2003 وهذا ما اعتبره الكثيرون في الولايات المتحدة تأثيرا ضارا إلى المملكة العربية السعودية بعد هجمات 11 سبتمبر.
أن استطلاعات الرأي التي أجراها السعوديون من قبل مؤسسة زغبي الدولية عام (2002) وبي بي سي (بين أكتوبر 2005 ويناير 2006) وجدت أن 51٪ من السعوديين لديهم مشاعر عدائية تجاه الشعب الأمريكي وفي عام 2002 و2005 2006 انقسم الرأي العام السعودي بحدة حيث أن 38٪ يرون التأثير الأمريكي بشكل إيجابي و38٪ يرونه سلبًا. واعتبارًا من عام 2012 شكّل الطلاب السعوديون المجموعة الرابعة الأكبر من الطلاب الدوليين الذين يدرسون في الولايات المتحدة كما يمثلون 3.5٪ من جميع الأجانب الذين يسعون إلى التعليم العالي في الولايات المتحدة. وأظهر استطلاع للرأي أجري في كانون الأول / ديسمبر 2013 أن 57٪ من الأمريكيين الذين شملهم الاستطلاع لديهم وجهة نظر سلبية تجاه السعودية و27٪ مؤيدين لها.

## التاريخ القديم (الاعتراف)

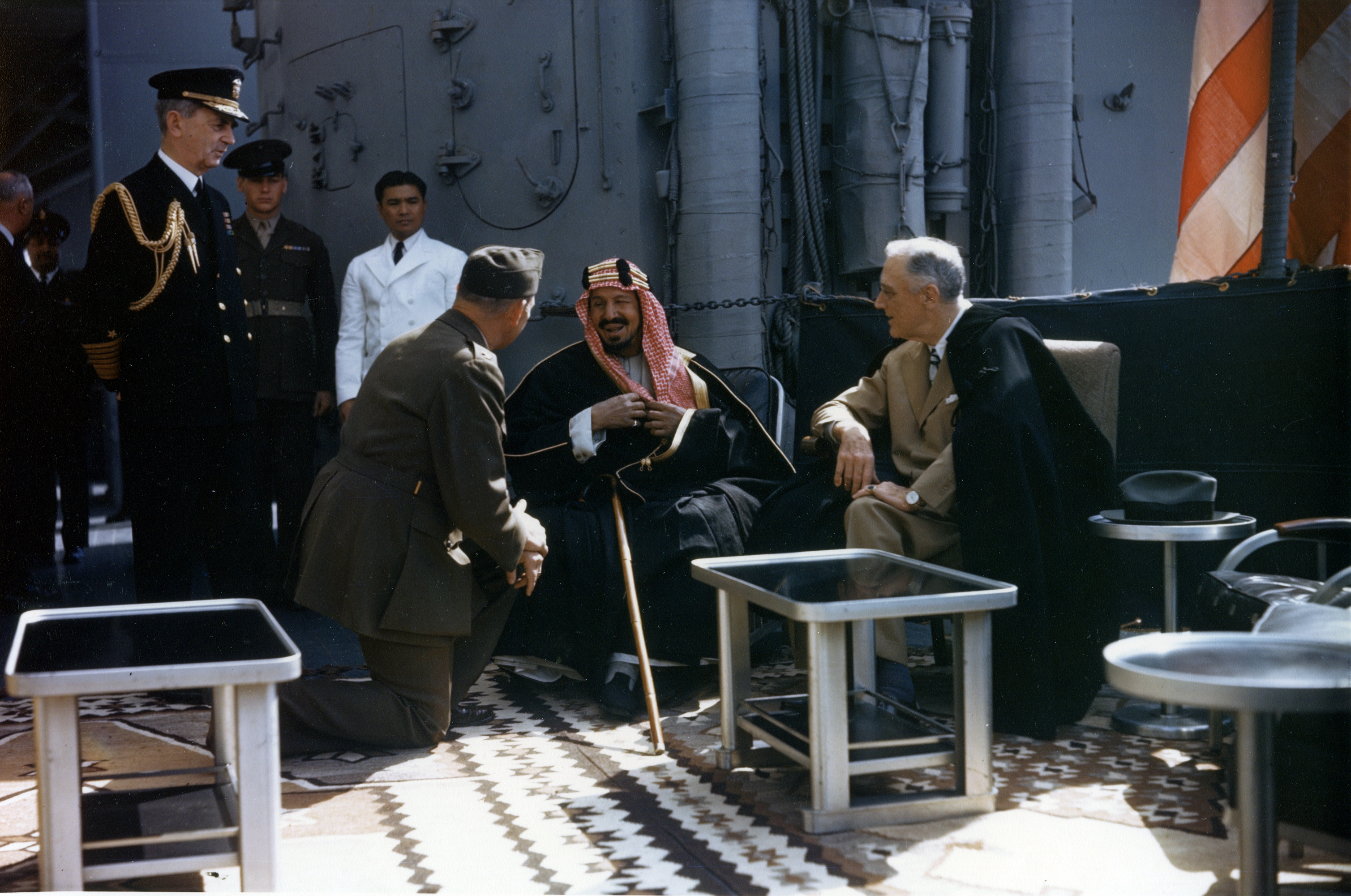
يتحدث الملك عبد العزيز مع الرئيس فرانكلين روزفلت على متن حاملة الطائرات كوينسي بعد مؤتمر يالطا في عام 1945.

مع أن مؤسس المملكة العربية السعودية الملك عبد العزيز آل سعود (ابن سعود ككنية) كانت لديه علاقة جيدة مع البريطانيين الذين وقفوا مع ابن سعود ضد تمرد الإخوان واتخذوا موقف الحياد بين الملك عبد العزيز آل سعود والشريف حسين إلا أنه في النهاية استطاع أن يشيد علاقات أوثق مع الولايات المتحدة.
بعد أن نجح في توحيد بلاده في 28 من سبتمبر لعام 1928 م، سعى الملك عبد العزيز آل سعود إلى الحصول على اعتراف دولي لبلاده حيث كانت بريطانيا والاتحاد السوفيتي أولى الدول التي اعترفت بالسعودية كدولة مستقلة، حصلت السعودية على اعتراف العديد من الدول،
كما تم التوقيع على معاهدة من قبل كلا البلدين في نوفمبر 1931 والتي اشتملت على أفضلية الدول وكانت العلاقة بين البلدين ضعيفة حيث أن أمريكا لم تنوِ القيام بأي مهام في السعودية كما تعاملت مع الشؤون السعودية عبر وفد أمريكي في القاهرة ولم ترسل حتى سفيرا يقيم في السعودية.

### تأسيس أرامكو
بعد أن وعد مستكشفو النفط الأمريكيون أن لدى السعودية فرصة جيدة في إيجاد النفط قبل الملك عبد العزيز آل سعود العرض الأمريكي للتنقيب عن النفط آملا أن تحظى أرضه بالمواد القيمة التي من شأنها أن تدعم اقتصاد البلاد، وفي عام 1933 بدأت شركة كاليفورنيا العربية ستاندرد أويل والتي سميت فيما بعد الشركة العربية الأمريكية (آرامكو) بالتنقيب في مساحة كبيرة من البلاد، وعلى الرغم من أن النفط المستورد لم يكن مهمًا جدًا للولايات المتحدة في ذلك الوقت إلا أن واشنطن بدت متعطشة للنفط السعودي نظرًا لأن ثقتهم في العثور عليه قد نمت بشكل كبير، مما أدى إلى تعزيز العلاقات مع المملكة العربية السعودية.
عثرت شركة كالفورينا العربية ستاندارد أويل على النفط بالقرب من الظهران ولكن الإنتاج ظل منخفضا على مدى السنوات القليلة القادمة بحوالي 42.5 مليون برميل فقط بين عامي 1941 و1945 وهو أقل من 1٪ من الإنتاج في الولايات المتحدة خلال نفس الفترة الزمنية. أعيدت تسمية شركة كاليفورنيا العربية ستاندارد أويل فيما بعد إلى شركة الزيت العربية الأمريكية (أرامكو) وكما تم تعديل الاتفاقية بين الشركة والمملكة السعودية عدة مرات على مر السنين وفي عام 1950 وافقت المملكة وأرامكو على ترتيب تقاسم الأرباح 50-50 %، وأسفرت سلسلة من الاتفاقيات بين عامي 1973 و1980 عن استعادة السعوديين السيطرة الكاملة على الشركة كما أصدر الملك فهد مرسوم ملكي في عام 1988 بإنشاء شركة النفط السعودية المعروفة باسم أرامكو السعودية لتحل محل أرامكو.

### الحرب العالمية الثانية
مع نمو العلاقة بين الولايات المتحدة والسعودية ببطء كانت الحرب العالمية الثانية في بداية مرحلتها الأولى وكانت الولايات المتحدة منخرطة جدا فيها فأصبحت العلاقات الأمريكية السعودية في آخر الأولويات وهذا الإهمال ترك السعودية عرضة للهجوم مما تسبب في قصف على منشأة نفط تابعة لشركة كاليفورنيا ستاندارد أويل في الظهران من قبل إيطاليا والتي من شأنها أعاقت إنتاج النفط في المملكة العربية السعودية وهذا الهجوم جعل الملك عبد العزيز يسعى جاهداً لإيجاد قوة خارجية تحمي البلاد خوفا من وقوع مزيد من الهجمات التي من المرجح أن توقف قاعدتي القوة والاقتصاد السعوديين في ذلك الوقت وهي إنتاج النفط وتدفق الحجاج القادمين إلى مكة لأداء فريضة الحج.
ومع تقدم الحرب العالمية الثانية بدأت الولايات المتحدة تعتقد أن النفط السعودي له أهمية إستراتيجية ونتيجة لذلك شرعت في الضغط من أجل مزيد من السيطرة على امتياز شركة كالفورينا العربية ستاندارد اويل لمصلحة الأمن القومي. وفي 16 فبراير عام 1943 م أعلن الرئيس فرانكلين دي روزفلت أن «الدفاع عن المملكة العربية السعودية أمر أساسي للدفاع عن الولايات المتحدة» مما يجعل من الممكن تمديد برنامج Lend-Lease للمملكة. وفي وقت لاحق من ذلك العام وافق الرئيس على إنشاء مؤسسة النفط الاحتياطية المملوكة للدولة بقصد شراء كل مخزون شركة كالفورينا العربية ستاندارد اويل وبالتالي السيطرة على احتياطيات النفط السعودي في المنطقة ومع ذلك واجهت الخطة معارضة وفشلت في النهاية واستمر روزفلت في مقاضاة الحكومة ولكن في 14 فبراير 1945 التقى بالملك عبدالعزيزعلى متن حاملة الطائرات الأمريكية كوينسي وناقش معه مواضيع مثل العلاقة الأمنية بين الدول وإنشاء دولة يهودية في فلسطين.
وبالتالي وافق الملك عبد العزيز على طلب الولايات المتحدة بالسماح للقوات الجوية الأمريكية بالتحليق فوق البلاد وبناء المطارات في المملكة العربية السعودية كما أعادت بناء المنشآت النفطية وحمايتها وقدمت الحماية لطرق الحجاج، وحصلت الولايات المتحدة على طريق مباشر للطائرات العسكرية المتجهة إلى إيران والاتحاد السوفيتي وافتتحت أول قنصلية أمريكية في الظهران في عام 1944.

### ما بعد الحرب العالمية الثانية
بعد الحرب العالمية الثانية عام 1945 بدأ المواطنون السعوديون يشعرون بالانزعاج من القوات الأمريكية التي لا تزال تعمل في الظهران وفي المقابل رأت الحكومة السعودية والمسؤولون أن القوات الأمريكية هي العنصر الرئيسي في إستراتيجية الدفاع العسكري السعودي ونتيجة لذلك قام الملك عبد العزيز بالموازنة بين الصراعين من خلال زيادة الطلبات على القوات الأمريكية لتتواجد في الظهران حيث كانت مهددة للغاية وخفضها عندما انخفض الخطر. وفي ذلك الوقت كانت الولايات المتحدة قلقة للغاية بشأن توسع الشيوعية السوفياتية بسبب بداية الحرب الباردة فقامت بابتكار إستراتيجية «الاحتواء» لمنع انتشارها داخل شبه الجزيرة العربية مما يضع الأمن السعودي على رأس قائمة أولويات واشنطن. كما وعدت إدارة هاري ترومان الملك عبد العزيز بأنه سيحمي السعودية من النفوذ السوفيتي فقامت الولايات المتحدة بزيادة وجودها في المنطقة لحماية مصالحها وحلفائها وبذلك تعززت العلاقة الأمنية بين المملكة العربية السعودية والولايات المتحدة إلى حد كبير في بداية «الحرب الباردة».
وبموجب اتفاقية دفاع متبادل عقدت في عام 1951 م أنشأت الولايات المتحدة بعثة دائمة للتدريب العسكري الأمريكي في المملكة ووافقت على توفير الدعم التدريبي في استخدام الأسلحة والخدمات الأمنية الأخرى للقوات المسلحة السعودية كما ساعد فريق من مهندسي الجيش الأمريكي في بناء المنشآت العسكرية في المملكة وبالتالي شكلت هذه الاتفاقية الأساس لنمو علاقية امنيه طويلة الأمد.
وبعد عامين توفي الملك عبد العزيز وخلفه ابنه ولي العهد الأمير سعود آنذاك والذي عرف بسمعته كمسافر كما تضاءلت خزانة المملكة في وقت قصير مما جعله يضطر إلى تسليم السيطرة المباشرة على شؤون الحكومة إلى أخيه غير الشقيق فيصل من عام 1958 إلى عام 1961 وفي عام 1964 أجبرت العائلة المالكة والقيادة الدينية سعود على تأييد فيصل.

### تولى الملك سعود السلطة عام 1953

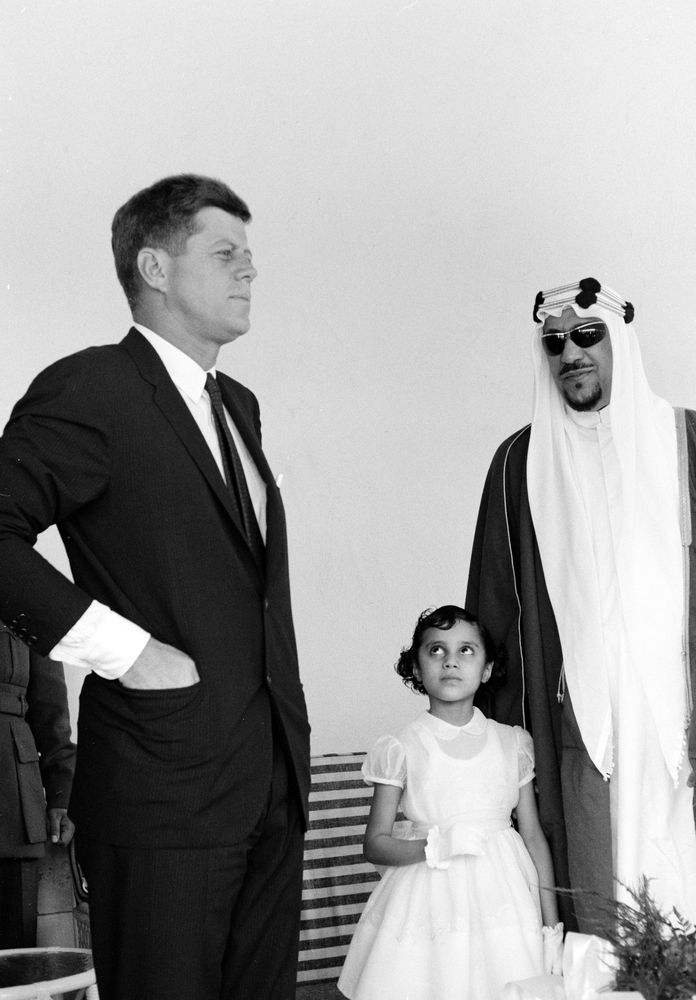
الملك سعود والرئيس جون كينيدي عام 1962.

تولّى الملك سعود الابن الأكبر للملك عبد العزيز الحكم بعد وفاة والده في أواخر الخمسينات وخلال عهد الملك سعود
واجهت العلاقات الأمريكية السعودية العديد من العقبات فيما يتعلق باستراتيجية مناهضة الشيوعية حيث تحالف الرئيس دوايت أيزنهاور المعادي الجديد للسوفييت مع معظم «خصوم ومنافسين المملكة الإقليميين» مما زاد من الشكوك السعودية ولهذا السبب انضم الملك سعود إلى الاستراتيجية الموالية للسوفييت مع الرئيس المصري جمال عبد الناصر في أكتوبر عام 1955 وعلاوة على ذلك رفض وجود القوات الأمريكية واستبدلها بالقوات المصرية وهكذا أثار هذا الفعل إلى نشوء صراع جديد وكبير في العلاقة ولكن في عام 1956 خلال أزمة السويس بدأ الملك سعود بالتعاون مع الولايات المتحدة مرة أخرى بعد معارضة الرئيس أيزنهاور للخطة الإسرائيلية والبريطانية والفرنسية للاستيلاء على القناة لأنها تتعارض مع الأهداف المناهضة للسوفييت فأُعجب الملك سعود بهذا الفعل مما جعله يقرر أن يبدأ بالتعاون مع الولايات المتحدة ونتيجة لذلك تراجعت القوات المصرية بشكل كبير بينما تحسنت العلاقة الأمريكية السعودية في نفس الوقت.

### الحرب الباردة واستراتيجية الاحتواء السوفييتي
قرر الملك سعود تجديد القاعدة الأمريكية في الظهران عام 1957 وفي اقل من عام وبعد الوحدة المصرية السورية في عام 1958 عادت الاستراتيجية الموالية للسوفييت إلى السلطة وانضم الملك سعود لهم مرة أخرى مما أضعف العلاقة الأمريكية السعودية إلى درجة كبيرة وخصوصا بعد أن أعلن المك سعود في عام 1961 أنه غيّر رأيه بشأن تجديد القاعدة الأمريكية.
وفي عام 1962 هاجمت مصر السعودية من قواعد في اليمن أثناء الثورة اليمنية وذلك بسبب الدعوة السعودية ضد الثورة مما جعل الملك سعود يسعى للحصول على الدعم الأمريكي فأستجاب الرئيس جون كنيدي على الفور لطلب الملك سعود وقام بإرسال طائرات حربية أمريكية في يوليو 1963 إلى منطقة الحرب لوقف الهجوم الذي يعرض مصالح الولايات المتحدة للخطر وفي نهاية الحرب وقبل أن يصبح الأمير فيصل ملكًا بفترة وجيزة أُعيدت العلاقات كما كانت عليه بالسابق.
مع انسحاب المملكة المتحدة من منطقة الخليج في أواخر الستينيات وأوائل السبعينيات كانت الولايات المتحدة مترددة في اتخاذ التزامات أمنية جديدة وبدلاً من ذلك سعت إدارة نيكسون إلى الاعتماد على الحلفاء المحليين لمصالح «الشرطة» الأمريكية ففي منطقة الخليج كان هذا يعني الاعتماد على المملكة العربية السعودية وإيران «كركيزتين» للأمن الإقليمي. وفي عام 1970 قدمت الولايات المتحدة ما لا يقل عن 16 مليون دولار للمملكة العربية السعودية كمساعدات عسكرية وارتفع هذا الرقم إلى 312 مليون دولار بحلول عام 1972 وكجزء من إستراتيجية «الركيزتين» حاولت الولايات المتحدة أيضا تحسين العلاقات بين السعوديين والإيرانيين مثل إقناع إيران بإزالة مطالبها الإقليمية نحو البحرين.

### حظر النفط وأزمات الطاقة
في نوفمبر عام 1964 م أصبح فيصل الملك الجديد بعد الصراعات مع أخيه سعود الملك السابق ومن ناحية أخرى لم تكن الولايات المتحدة متأكدة من نتيجة هذا التغيير غير المخطط له في النظام الملكي السعودي ومع ذلك استمر فيصل في التعاون مع الولايات المتحدة حتى 20 أكتوبر 1973 حيث وصلت العلاقة إلى أدنى مستوياتها قبل أحداث 11 سبتمبر وقرر فيصل المشاركة في حظر النفط عن الولايات المتحدة وأوروبا لصالح الموقف العربي خلال حرب أكتوبر وتسبب ذلك إلى أزمة الطاقة في الولايات المتحدة.
ولقد صرّح الملك فيصل في لقاء مع وسائل الإعلام الدولية أن دعم أمريكا الكامل لإسرائيل ضد العرب يجعل من الصعب جدا علينا أن نستمر في دعم أمريكا بالنفط أو حتى نضل على وفاق معهم.
وبالرغم من التوترات التي تسبب بها حظر النفط إلا أن الولايات المتحدة رغبت في استئناف العلاقات مع السعودية وبالفعل فإن الثروة النفطية العظيمة المتراكمة نتيجة لزيادة الأسعار جعلت السعودية تقوم بشراء صفقات كبيرة من التكنولوجيا العسكرية الأمريكية كما تم رفع الحظر في مارس 1974 بعد أن ضغطت الولايات المتحدة على إسرائيل للتفاوض مع سوريا حول مرتفعات الجولان وبعد ثلاثة أشهر «وقعت واشنطن والرياض اتفاقية واسعة النطاق حول توسيع التعاون الاقتصادي والعسكري» كما وقعت الدولتان اتفاقيات عسكرية في عام 1975 بقيمة ملياري دولار بما في ذلك اتفاقية للحصول على 60 طائرة مقاتلة للسعودية. كما طالبت السعودية (بتحقيق الرغبات الأميركية) للحفاظ على ارتفاع أسعار أوبك في منتصف السبعينيات الميلادية وبسعر أقل من العراق وإيران. كما ساهمت زيادة إنتاج السعودية من النفط لتحقيق استقرار أسعار النفط ودعم مكافحة الشيوعية في توثيق العلاقات مع الولايات المتحدة وفي يناير عام 1979 م أرسلت الولايات المتحدة مقاتلات من طراز F-15 إلى المملكة العربية السعودية لمزيد من الحماية من الشيوعية وعلاوة على ذلك كان كل من الولايات المتحدة والسعودية يدعمان الجماعات المناهضة للشيوعية في أفغانستان والبلدان المقاومة وأصبحت إحدى هذه المجموعات فيما بعد تعرف باسم تنظيم القاعدة الإرهابي.

### المشتريات الحكومية

الملك فهد مع الرئيس الأمريكي رونالد ريغان في عام 1985 حيث قامت الولايات المتحدة والمملكة العربية السعودية بتزويد المقاتلين المعاديين للسوفيات في أفغانستان بالمال والسلاح.

بعد الحرب الباردة كانت العلاقات بين الولايات المتحدة والسعودية في تحسن وانخرطت أمريكا وشركاتها بفاعلية حيث دفعت بشكل جيد لإعداد وإدارة إعادة بناء المملكة العربية السعودية وفي المقابل أرسلت السعودية 100 مليار دولار إلى الولايات المتحدة لإتمام ذلك ومن ضمنها الأسلحة كما قدمت في سبعينيات وثمانينيات القرن العشرين منحة التعليم العالي في الولايات المتحدة. وخلال تلك الحقبة بنت الولايات المتحدة وأدارت العديد من الأكاديميات العسكرية والموانئ البحرية وقواعد عسكرية للقوات الجوية والعديد من هذه المنشآت العسكرية تأثرت بالولايات المتحدة مع الحاجة لطائرات الحرب الباردة كما تم وضع استراتيجيات نشر الجنود في الاعتبار وكذلك اشترى السعوديون كمية كبيرة من الأسلحة المختلفة من طائرات حربية طراز F-15 إلى دبابات القتال الرئيسية M1 ابرامز التي أثبتت لاحقاً أنها مفيدة خلال حرب الخليج. اتبعت الولايات المتحدة سياسة لبناء وتدريب الجيش السعودي كقوة موازية للتطرف الشيعي والثورة في إيران كما قدمت أعلى معدات الخط والتدريب وتشاورت مع الحكومة السعودية مرارًا وتكرارًا واعترفت بها باعتبارها أهم زعيم إسلامي في هذا الجزء من العالم وتلعب دورا رئيسيا في إستراتيجية الأمن الأمريكية.

### حرب الخليج
أدى غزو العراق للكويت في أغسطس عام 1990 م إلى حرب الخليج حيث تم تعزيز العلاقات الأمنية بين الولايات المتحدة والمملكة العربية السعودية إلى حد كبير فمع اجتياح القوات الأمريكية أعلن الملك فهد الحرب على العراق وكانت الولايات المتحدة قلقة بشأن سلامة المملكة العربية السعودية ضد نية صدام للغزو والسيطرة على احتياطيات النفط في المنطقة ونتيجة لذلك وبعد موافقة الملك فهد نشر الرئيس بوش كمية كبيرة من القوات العسكرية الأمريكية (تصل إلى 543 ألف جندي بري بحلول نهاية العملية) لحماية السعودية من غزو عراقي محتمل. هذه العملية كانت تسمى درع الصحراء وعلاوة على ذلك أرسلت الولايات المتحدة قوات إضافية في عملية عاصفة الصحراء مع ما يقارب من 100000 من القوات السعودية التي أرسلها فهد لتشكيل تحالف عسكري أمريكي سعودي جنبا إلى جنب مع قوات من دول حليفة أخرى لمهاجمة القوات العراقية في الكويت ووقف المزيد من الغزو. وخلال العملية هُزمت القوات العراقية في غضون أربعة أيام مما تسبب في تراجع العراقيين.

### عملية المراقبة الجنوبية

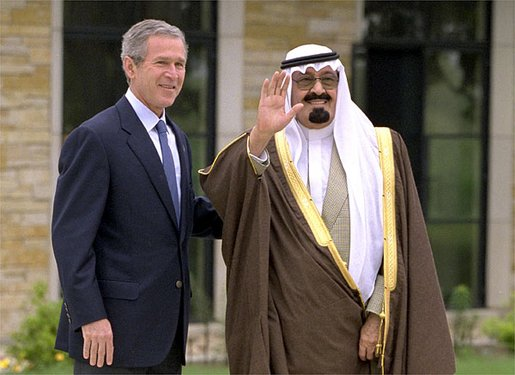
الرئيس الأمريكي جورج دبليو بوش ولي عهد المملكة العربية السعودية الأمير عبد الله في كراوفورد، تكساس، 25 أبريل 2002.

منذ حرب الخليج كان للولايات المتحدة وجود مستمر لخمسة آلاف جندي متمركزين في المملكة العربية السعودية وهو رقم ارتفع إلى 10,000 خلال حرب عام 2003 في العراق حيث نفذت عملية المراقبة الجنوبية على مناطق حظر الطيران فوق جنوب العراق التي تم إنشاؤها بعد عام 1991 وتتم حماية صادرات البلاد النفطية عبر الممرات الملاحية للخليج العربي بواسطة الأسطول الأمريكي الخامس الذي يتخذ من البحرين مقراً له.
كان استمرار وجود القوات الأمريكية في المملكة العربية السعودية أحد الدوافع المعلنة وراء هجمات 11 سبتمبر بالإضافة إلى تفجير أبراج الخبر قامت الولايات المتحدة بسحب معظم قواتها من المملكة عام 2003 بالرغم من بقاء وحدة واحدة.

### بيع الولايات المتحدة الأسلحة للسعودية عام 2010

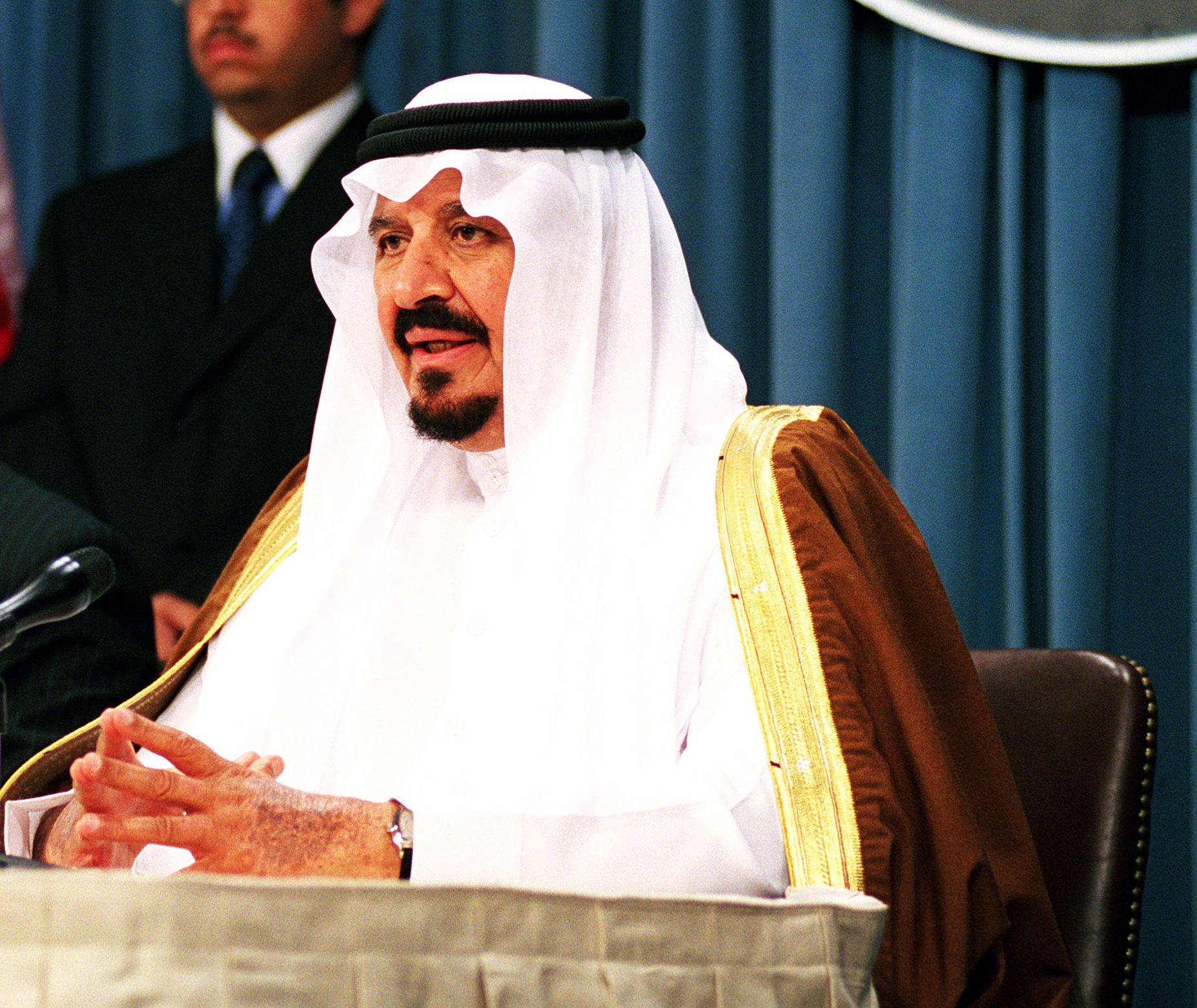
ولي العهد السعودي السابق الأمير سلطان بن عبد العزيز آل سعود في البيت الأبيض.

في 20 أكتوبر تشرين الأول 2010 أبلغت وزارة الخارجية الأمريكية الكونغرس عزمها على القيام بأكبر عملية بيع أسلحة في التاريخ الأمريكي والتي تقدر بمبلغ 60.5 مليار دولار من قبل المملكة العربية السعودية كما تمثل هذه الصفقة تحسنا كبيرا في القدرة الهجومية للقوات المسلحة السعودية.
كانت الولايات المتحدة حريصة على الإشارة إلى أن نقل الأسلحة سيزيد من إمكانيه التشغيل المشترك مع القوات الأمريكية ففي حرب الخليج في العامين ما بين 1990 و1991 درّبت الولايات المتحدة القوات السعودية إلى جانب بناء منشآت وفقا لمواصفات الولايات المتحدة فسمح كل من هذا للقوات المسلحة الأمريكية بالعمل المشترك وبيئة معارك مألوفة وهذه الصفقة الجديدة ستزيد من هذه القدرات حيث أن البنية العسكرية الأمريكية المتقدمة على وشك أن يتم بناؤها.

### السياسة الخارجية
عندما أصبح ولي العهد عبد الله ملكاً في عام 2005 كانت أول رحلة خارجية يقوم بها إلى الصين ففي عام 2012 تم التوقيع على اتفاقية سعودية صينية للتعاون في استخدام الطاقة الذرية للأغراض السلمية كما رحّب الملك عبد الله بالرئيس الروسي فلاديمير بوتين بالرياض في عام 2007 حيث منحه أعلى وسام في المملكة وهو وسام الملك عبد العزيز وأبرمت روسيا والسعودية مشروعاً مشتركاً بين شركة أرامكو السعودية وشركة لوك أويل لتطوير حقول غاز سعودية جديدة.
نُقل عن الرئيس بايدن تحذير للمملكة العربية السعودية في أكتوبر 2022 لتعاونها مع روسيا بشأن الخفض الحاد للإنتاج من قبل أوبك بلس. وقال الرئيس لوسائل الإعلام "ستكون هناك بعض العواقب لما فعلوه مع روسيا". ومع ذلك ، على الرغم من الانتقادات ، يقال إن عددًا كبيرًا من قادة الشركات من أمريكا يظهرون في دافوس الصحراء برعاية السعودية والمقرر عقده في الرياض في أكتوبر 2022. حضور شخصيات بارزة من أمريكا يثبت حدود الجهود الأمريكية في معاقبة السعودية لتجاوزها أهداف السياسة الأمريكية.

### صدع في العلاقة

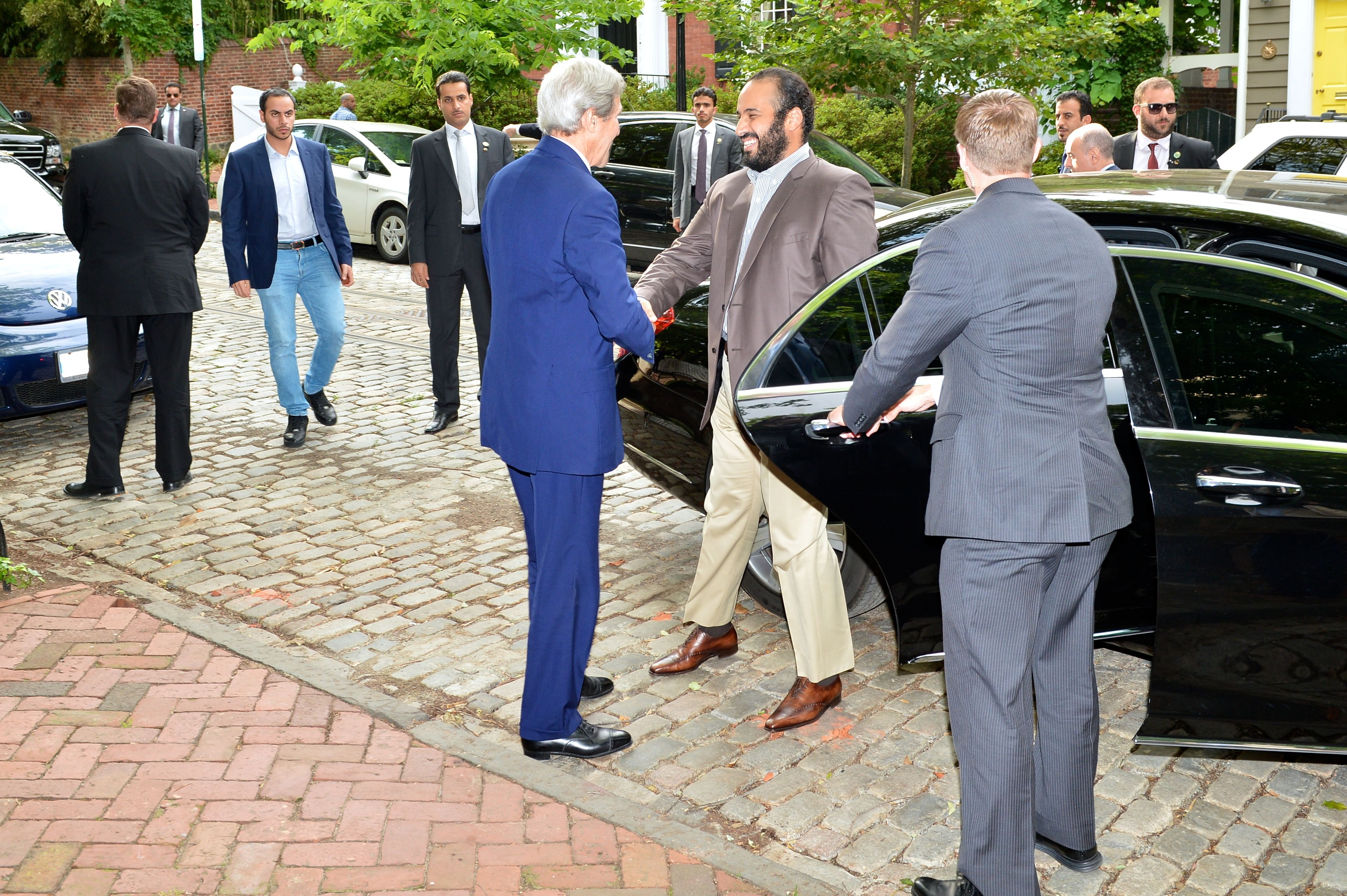
الأمير محمد بن سلمان مع وزير الخارجية الأمريكي جون كيري ، في 13 يونيو 2016.

حذّر الوليد بن طلال العديد من الوزراء السعوديين في مايو 2013 من أن إنتاج الغاز الصخري في الولايات المتحدة سيشكل في نهاية المطاف تهديداً لاقتصاد المملكة الذي يعتمد على النفط وعلى الرغم من هذا لا يزال البلدان على علاقة جيدة.
في أكتوبر تشرين الأول عام 2013 اقترح الأمير بندر بن سلطان رئيس المخابرات السعودية استبعاد العلاقات بين المملكة العربية السعودية والولايات المتحدة نتيجة للاختلافات بين البلدين حول الحرب الأهلية السورية والمبادرات الدبلوماسية بين إيران وإدارة أوباما كما رفض السعوديون مقعدًا متناوبا في مجلس الأمن الدولي في ذلك الشهر (على الرغم من الحملات السابقة لمثل هذا المقعد) وذلك احتجاجًا على السياسة الأمريكية بشأن تلك القضايا.
وكانت السعودية تدعم بحذر اتفاقية مؤقتة تم التفاوض عليها من الغرب مع إيران بسبب برنامجها النووي وقد اتصل الرئيس أوباما بالملك عبد الله لاطلاعه على الاتفاق وقال البيت الأبيض إن القادة اتفقوا على «التشاور المنتظم» حول مفاوضات الولايات المتحدة مع إيران.

## الخلاف الأول
بينما كانت العلاقة بين الولايات المتحدة والسعودية تنمو بدأ خلافها الأول عندما اندلعت الفوضى بين اليهود والعرب في أبريل عام 1936 في فلسطين التي كانت تحت إدارة بريطانيا ولقد فضلت الولايات المتحدة إقامة دولة إسرائيلية مستقلة ولكن من ناحية أخرى كانت المملكة العربية السعودية الدولة الرائدة في العالم الإسلامي والعربي تدعم الموقف العربي مما أدى إلى إشعال خلافها الأول وبعبارة أخرى يمكن أن يتم احتجاز مصالح الولايات المتحدة النفطية في المملكة العربية السعودية رهينةً لظروف النزاع. أرسل الرئيس الأمريكي فرانكلين دي روزفلت رسالة إلى الملك مفادها أنه صحيح أن الولايات المتحدة تؤيد إقامة دولة يهودية في فلسطين ولكنها ليست مسؤولة بأي شكل من الأشكال عن هذا الإنشاء. كان الملك عبد العزيز مقتنعاً بالرسالة وبأن العلاقات بين الولايات المتحدة والسعودية قد بدأت تسير من جديد. علاوة على ذلك قامت شركة CASCO باكتشاف نفطي كبير في المملكة العربية السعودية حيث ازدهرت صناعة النفط في البلاد في مارس 1938 وأصبحت الولايات المتحدة أكثر اهتماما بالنفط السعودي ونتيجة لذلك أقامت الولايات المتحدة وجودًا دبلوماسيًا في المملكة العربية السعودية في 4 فبراير عام 1940 مع اقتراب الحرب العالمية الثانية وذلك لإقامة علاقات أوثق مع السعوديين وحمايتها من يد العدو وتم انتخاب بيرت فيش السفير السابق في مصر كسفير للولايات المتحدة في جدة.

### أحداث هجمات 11 سبتمبر
أدّت الهجمات الإرهابية في 11 سبتمبر عام 2001 م على مدينة نيويورك والعاصمة واشنطن وفي حقل بالقرب من شانكسفيل بولاية بنسلفانيا من قبل أربع طائرات مخطوفة إلى مقتل 2977 ضحية حيث كلفت الخسائر ما يقدر بنحو 150 مليار دولار من الممتلكات والبنية التحتية وتأثيرًا اقتصاديًا جسيما وهو ما يتجاوز عدد القتلى والأضرار الناجمة عن الهجوم الياباني على بيرل هاربر الذي حدث قبل 60 عامً كما أن 15 من الإرهابيين التسعة عشر في الهجمات جاؤوا من السعودية وأيضا زعيم منظمة الإرهابيين (أسامة بن لادن). فتبع ذلك دعاية سلبية كبيرة للمملكة العربية السعودية وتدقيقها وتعليمها للإسلام كما تم إعادة تقييم تحالف «النفط مقابل الأمن» مع آل سعود. [39] [40] ووجد تقرير فرقة العمل المعنية بتمويل الإرهابيين في مجلس العلاقات الخارجية لعام 2002 أن: «على مر السنين كان الأفراد والمؤسسات الخيرية الموجودة في المملكة العربية السعودية أهم مصدر لأموال تنظيم القاعدة ولسنوات غض المسؤولون السعوديون عن هذه المشكلة».
وكردة فعل عنيفة ضد السعودية والمتشددين تم تصوير الحكومة السعودية في وسائل الإعلام وجلسات مجلس الشيوخ وأماكن أخرى كنوع من نظام مظلم ومنبع للقيم المعادية وهو نقيض ما يوجد لدى الولايات المتحدة كما تم إعادة تقييم تحالف أميركا الذي استمر سبعين عامًا مع المملكة كخطأ مروّع وبيع للنفس وهو تحالف أدّى إلى إدمان امتلاك الغاز بالتالي مسببا للموت.
كان هناك حتى اقتراح في مجلس سياسة الدفاع (ذراع وزارة الدفاع) للنظر في «إخراج السعودية من الجزيرة العربية» عن طريق الاستيلاء بالقوة على حقول النفط وإعادة الحجاز إلى الهاشميين وتفويض السيطرة على المدينة المنورة ومكة إلى لجنة متعددة الجنسيات من المسلمين المعتدلين وغير المتشددين.
ولقد أصدرت الحكومة السعودية بيانا في يوم الهجمات وصفته بأنه «مؤسف وغير إنساني» كما توقفت عن الاعتراف بطالبان (التي عملت مع بن لادن) واعتبارًا من نوفمبر 2001 واصلت إدارة بوش في الإشادة بالسعودية علناً لدعمها في الحرب على الإرهاب ومع ذلك فقد أشارت التقارير الإعلامية المنشورة إلى إحباط الولايات المتحدة التقاعس السعودي وعلى الرغم من أن 15 من الإرهابيين التسعة عشر كانوا مواطنين سعوديين إلا أن السعوديين لم يتعاونوا علانية مع الأمريكيين الراغبين في الاطلاع على ملفات خلفية الإرهابيين أو مقابلة عائلاتهم.
وفي المملكة العربية السعودية وصفت الآراء المعادية لأميركا بـ «الشديدة» وأنها «في أعلى مستوياتها على الإطلاق».
وأظهر مسح أجرته المخابرات السعودية بعد فترة وجيزة من هجمات 11 سبتمبر عن "المتعلمين السعوديين الذين تتراوح أعمارهم بين 25 و41" والذي يستنتج "أن 95 بالمائة من الذين شملهم المسح أيدوا قضية بن لادن وورد أن دعم بن لادن قد تضائل بحلول عام 2006 وفي ذلك الوقت أصبح السكان السعوديون أكثر تأييدا للولايات المتحدة بعد أن شنت جماعات مرتبطة بالقاعدة هجمات داخل المملكة العربية السعودية كما انتشر اقتراح مجلس سياسة الدفاع الأمريكي وهو إخراج السعودية خارج الجزيرة العربية كخطة أمريكية سرية نحو المملكة.
في أكتوبر تشرين الأول 2001 ذكرت صحيفة وول ستريت جورنال أن ولي العهد الأمير عبد الله آنذاك أرسل رسالة هامة إلى الرئيس الأمريكي جورج بوش في 29 أغسطس حذّر فيها من أن المملكة العربية السعودية أصبحت في وضع لا يمكن الدفاع عنه بسبب عدم استجابة الولايات المتحدة للعنف الإسرائيلي على فلسطين وبحسب ما ورد فقد كتب "في تاريخ الأمم والشعوب يأتي وقت تتباعد فيه ونحن نقف اليوم على مفترق طرق ولقد آن الأوان لكي تنظر الولايات المتحدة والمملكة العربية السعودية إلى مصالحهما المنفصلة فالحكومات التي لا تشعر بنبض شعوبها ولا تتجاوب معه سوف تنتهي إلى ما آل إليه شاه إيران.
ولأكثر من سنة بعد هجمات 11 سبتمبر أصر الأمير نايف بن عبد العزيز آل سعود وزير الداخلية السعودي (وهو منصب قوي من اختصاصاته جمع الاستخبارات المحلية) على أن الإرهابيين السعوديين كانوا مخدوعين في مؤامرة صهيونية وفي ديسمبر كانون الأول 2002 أعلن متحدث باسم الحكومة السعودية أن بلاده كانت ضحية تعصب أميركي لا مبرر له تصل إلى حد العداوة.
في عام 2003 استهدفت العديد من الهجمات الإرهابية المجمعات الأمريكية ووزارة الداخلية السعودية والعديد من الأماكن الأخرى داخل المملكة ونتيجة لهذه الهجمات قررت الولايات المتحدة إعادة تطوير وكالات تنفيذ القانون السعودية من خلال تزويدها بتعليم مكافحة الإرهاب وأحدث التقنيات اللازمة ومنحهم فرصة للتفاعل مع وكالات تنفيذ القانون في الولايات المتحدة للحصول على المعرفة والقوة الفعالة للتعامل مع القضايا الإرهابية وتطبيق قوانين مكافحة الإرهاب.
على الرغم من أن بعض المحللين يظنون بأن أسامة بن لادن الذي ألغيت جنسيته السعودية عام 1994 وطُرد من المملكة العربية السعودية قد اختار 15 إرهابيا سعوديًا بغرض تفتيت العلاقات الأمريكية السعودية إلا أن الولايات المتحدة لا تزال تشك بالسعودية وقرر السعوديون التعاون مع الولايات المتحدة في الحرب على الإرهاب كما قال الملك عبد الله في الكلمة الافتتاحية للمؤتمر الدولي لمكافحة الإرهاب الذي عقد في الرياض عام 2005 «إن الإرهاب لا ينتمي إلى أي ثقافة أو دين أو نظام سياسي» ولقد نما التعاون بشكل أوسع ليشمل الجوانب المالية والتعليمية والتكنولوجية في كل من المملكة العربية السعودية والبلدان الإسلامية لمنع أنشطة ومعتقدات «إرهابيين» القاعدة. وكما قال الشيخ صالح بن عبد العزيز وزير الشؤون الإسلامية في المؤتمر الدولي لمكافحة الإرهاب «لقد حان الوقت للعلماء المسلمين وجميع المفكرين والمثقفين والأكاديميين لتحمل مسؤولياتهم تجاه تنوير الناس وخاصة الشباب وحمايتهم من الأفكار المنحرفة»
وافق تقريبا جميع أعضاء المؤتمر على أن القاعدة تستهدف المسلمين الأقل تعليماً عبر إقناعهم بأنهم محاربون لله ولكنهم فالحقيقة يفعلون ذلك لإنجاز أهدافهم السياسية فقط. وبعد ثلاث سنوات من الدور السعودي الجاد والنشط في مكافحة الإرهاب بدأت القاعدة في شن هجمات متعددة تستهدف المباني الحكومية السعودية والمجمعات السكنية الأمريكية في الأراضي السعودية كما تكشف هذه الهجمات عن نواياهم في الانتقام من تعاون المملكة العربية السعودية مع الولايات المتحدة ولوقف المزيد من التحركات الأمريكية السعودية المناهضة للإرهاب وفي محاولة منهم لإفساد العلاقة الأمريكية السعودية وإبادتها.
بعد هذه التغييرات كانت الحكومة السعودية أكثر قدرة على منع الأنشطة الإرهابية فلقد ضبطوا عددا كبيرا من الإرهابيين السعوديين والإرهابيين من دول أخرى بعضهم أمريكيين ووفقا لوزارة الخارجية الأمريكية فأن لديهم صلات بتنظيم القاعدة بطريقة أو بأخرى. احتل بعض من هؤلاء المجرمين مرتبة عالية في المجتمع الإرهابي مما ساعد على نشر العديد من الخلايا الإرهابية وفي غضون أشهر نجح المسؤولون السعوديون المكلفون بإنفاذ القانون في وقف الأنشطة الإرهابية ومنعها كما نجحوا في العثور على مصدر تمويل الإرهاب.

### الاختطاف الدولي للأطفال
أثار الاختطاف الدولي لأطفال أميركيين إلى المملكة العربية السعودية انتقادات مستمرة وأسفر عنها جلسة استماع في الكونغرس في عام 2002 حيث قدم آباء الأطفال المحتجزين دليل مؤثر تتعلق باختطاف أطفالهم كما نشرت المجلة الإخبارية الأمريكية انسايت ومقرها واشنطن سلسلة من المقالات حول الاختطاف الدولي في نفس الوقت.

### مزاعم تمويل الإرهاب
وفقًا لخطاب أصدرته وزارة الخارجية الأمريكية عام 2009 من قبل وزيرة خارجية هيلاري كلينتون (تم الكشف عنه كجزء من الجدل حول تسريبات «ويكيليكس» الأمريكية في عام 2010) حيث قالت «تشكل الجهات المانحة في المملكة العربية السعودية المصدر الأكثر أهمية لتمويل الجماعات الإرهابية السنية في جميع أنحاء العالم» كما ذكرت أن جزء من هذا التمويل يجمع من خلال الزكاة (وهو عمل خيري يمليه الإسلام) ويدفعه معظم السعوديين للجمعيات الخيرية ويبلغ ما لا يقل عن 2.5٪ من دخلهم وعلى الرغم من أن العديد من المؤسسات الخيرية حقيقية إلا أن البعض الآخر يعمل كواجهة لعمليات غسل الأموال وتمويل الإرهاب في حين أن العديد من السعوديين يساهمون في هذه المؤسسات الخيرية بحسن نية معتقدين بأن أموالهم تذهب نحو أسباب جيدة فقد زُعم أن الآخرين يعرفون بشكل كامل الأغراض الإرهابية التي ستطبق عليها أموالهم.
كما أصدر الكونغرس قانون العدالة في سبتمبر 2016 ضد رعاة الإرهاب والذي يسمح لأقارب ضحايا هجمات 11 سبتمبر بمقاضاة حكومة المملكة العربية السعودية لدورها المزعوم في الهجمات.

### جدل حول انتهاكات حقوق الإنسان

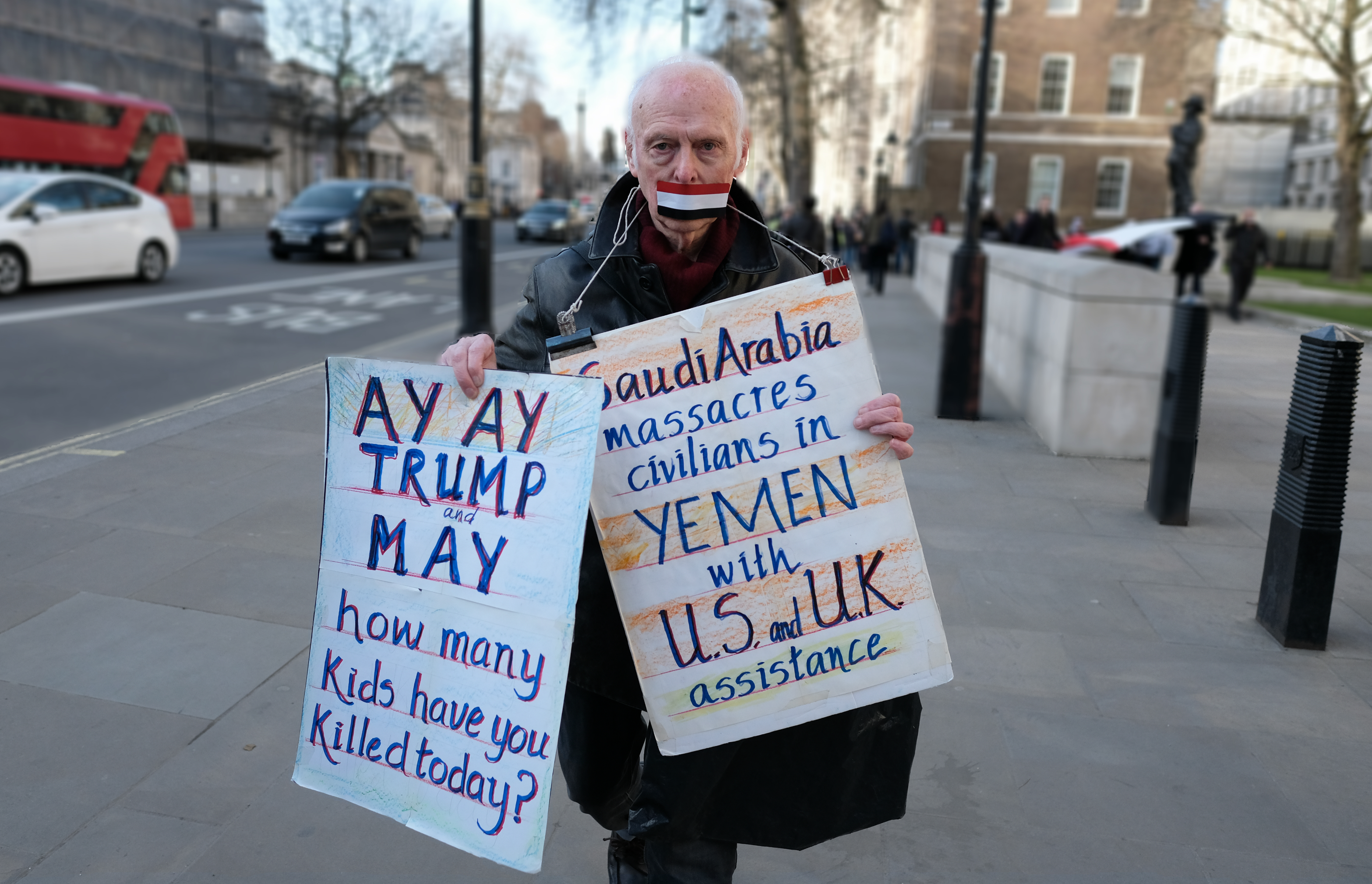
احتجاج ضد التدخل الأمريكي في دور المملكة العربية السعودية في اليمن ، مارس 2018.

احتجاج ضد التدخل الأمريكي في دور المملكة العربية السعودية في اليمن مارس 2018
عارض العديد من أعضاء الهيئة التشريعية الموافقة على الاتفاق بما في ذلك أعضاء مجلس الشيوخ مايك لي وراند بول وتود يونج وديان هيلر إلى جانب معظم أعضاء مجلس الشيوخ الديمقراطيين الذين صوتوا لصالح هذا الإجراء من أجل منع البيع مشيرين إلى انتهاكات حقوق الإنسان من قبل السعوديين في الحرب الأهلية اليمنية. ومن بين أعضاء مجلس الشيوخ الذين صوتوا ضد التحركات لمنع البيع وهم الديمقراطيون جو دونيللي وكلير ماكاسكيل وبيل نيلسون وجو مانشين ومارك وارنر مع كبار الجمهوريين بما في ذلك زعيم الأغلبية ميتش ماكونيل وبوب كوركر وجون ماكين.
كما انتقد تولسي غابارد وهو ممثل ديمقراطي من هاواي هذه الخطوة قائلاً إن المملكة العربية السعودية هي «بلد له سجل مدمر لانتهاكات حقوق الإنسان في الداخل والخارج وله تاريخ طويل في تقديم الدعم للمنظمات الإرهابية التي تهدد الشعب الأمريكي» وقدم راند بول شكوى لمحاولة عرقلة الخطة ووصفها بأنها «سخرية».
اتهم السناتور الأمريكي كريس ميرفي الولايات المتحدة بالتواطؤ في الأزمة الإنسانية في اليمن قائلاً: «الآلاف والآلاف داخل اليمن يموتون الآن... هذا الرعب سببه جزئياً قرارنا بتسهيل حملة قصف تقتل الأطفال وتصديق إستراتيجية سعودية داخل اليمن تتعمد استخدام المرض والتجويع وسحب الدعم الإنساني كتكتيك».

### الانتخابات الرئاسية الأمريكية عام 2016
عقد دونالد ترامب جونيور اجتماعاً في أغسطس 2016 مع مبعوث يمثل ولي العهد السعودي محمد بن سلمان وولي عهد أبو ظبي محمد بن زايد آل نهيان كما قدم المبعوث المساعدة في حملة ترامب الرئاسية وضم الاجتماع اللوبي اللبناني في أمريكا جورج نادر وجويل زامل وهو متخصص إسرائيلي في التلاعب بوسائل التواصل الاجتماعي ومؤسس شركة بلاك ووتر إريك برينس.

### 2022 أوبك + خفض إنتاج النفط
في يوليو 2022 ، قام الرئيس جو بايدن بزيارة المملكة العربية السعودية ، مما أبطل حقوق الإنسان في المملكة. كان بايدن يحاول التماس الدعم ضد روسيا في حرب أوكرانيا ، والبحث عن حل لارتفاع أسعار النفط والتضخم في الداخل. بعد الاجتماع ، اقترح بايدن إمكانية توقع ارتفاع إنتاج النفط. في أغسطس ، زادت أوبك + إنتاج النفط بمقدار 100 ألف برميل يوميًا ، وهي أصغر زيادة في التاريخ. وقال محللون إنها كانت "صفعة على الوجه" من السعودية لإدارة بايدن., في أوائل أكتوبر ، أعلنت السعودية وروسيا وغيرهما من أعضاء أوبك + خفض إنتاج النفط بمقدار مليوني برميل يوميًا. كان هذا بمثابة أكبر خفض منذ جائحة كوفيد -19. تم التأكيد عليه كخطوة مقصودة لإذلال بايدن ومساعدة روسيا., ورد بايدن بالتعهد بـ "العواقب" وقال إنه يعيد تقييم العلاقات مع المملكة., في غضون ذلك ، هدد السناتور الديمقراطي روبرت مينينديز بتجميد مبيعات الأسلحة والتعاون الأمني مع السعودية. وقال مينينديز إن ولي العهد الأمير محمد بن سلمان يساعد في "تأمين حرب بوتين من خلال أوبك + كارتل". دافع المسؤولون السعوديون عن خفض النفط قائلين إنه مهم للمصالح الوطنية الأساسية للمملكة.

## العلاقة بعد أحداث 11 سبتمبر

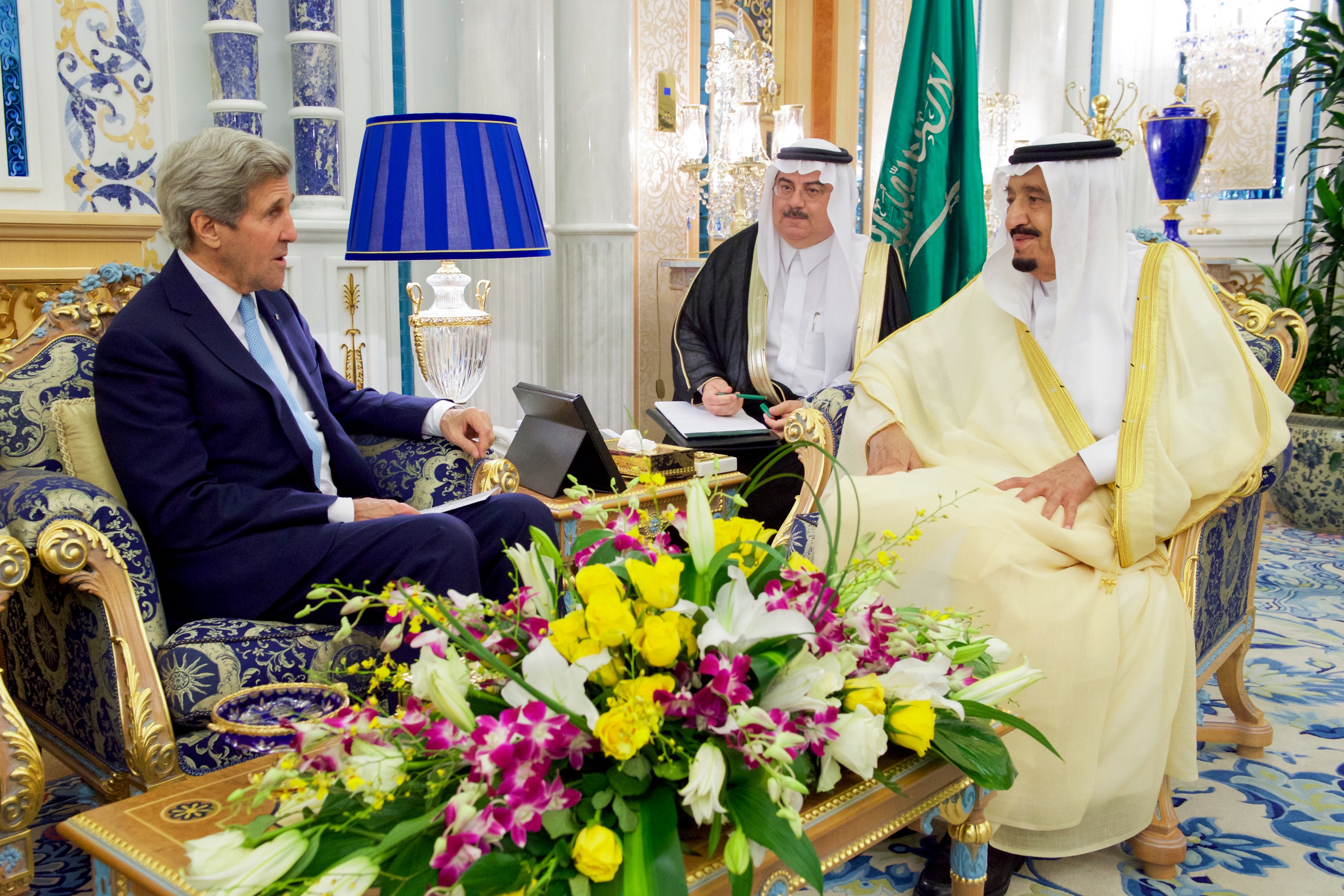
وزير الخارجية الأمريكي جون كيري مع الملك سلمان ملك المملكة العربية السعودية في الرياض ، 15 مايو 2016.

شاركت المملكة العربية السعودية اللوبي الأمريكي والقانون الدولي الخاص ببوتن بوقز كعملاء أجانب وجماعة متعقبة لكارثة العلاقات العامة عندما تم التعرف على هويات الإرهابيين المشتبه بهم كما استأجروا شركة كورفيس للعلاقات العامة والضغط بمبلغ 14 مليون دولار في السنة فانخرطت في الانزعاج الشديد من قبل العلاقات العامة ونشرت أن "اللجنة المسؤولة عن التحقيق في أحداث الحادي عشر من سبتمبر التي خلصت إلى أنه لم يكن هناك أي دليل على أن الحكومة السعودية كمؤسسة أو مسئولين سعوديين كبار قاموا بتمويل تنظيم القاعدة الإرهابي فرديا مع إغفال استنتاج التقرير بأن "المملكة العربية السعودية كانت حليفا معضلا في مكافحة التطرف الإسلامي."
ووفقًا لصحفي واحد على الأقل (جون ر. برادلي) فإن العائلة الحاكمة السعودية كانت عالقة بين الاعتماد على الدفاع العسكري في الولايات المتحدة بينما كانت تعتمد أيضًا على الدعم المحلي للمنشأة الدينية (الوهابية) والتي هي في الأساس مبدأ ديني «يسعى لتدمير الغرب» بما في ذلك حليف حاكم الولايات المتحدة وأثناء حرب العراق وصف وزير الخارجية السعودي الأمير سعود الفيصل الغزو الذي قادته الولايات المتحدة على أنه «مغامرة استعمارية» تهدف فقط إلى السيطرة على موارد العراق الطبيعية ولكن في الوقت نفسه كما يكتب برادلي أساسا سمحت الحكومة السعودية سرا للجيش الأمريكي بإدارة حملته الجوية وإطلاق العمليات خاصة ضد العراق من داخل الحدود السعودية باستخدام «قواعد جوية سعودية» ثلاث مرات على الأقل.
كما أن الدولتان تتعاون وتتبادلان المعلومات حول تنظيم القاعدة كما يستمر القادة في الاجتماع لمناقشة مصالحهم المتبادلة والعلاقات الثنائية.
تعتبر المملكة العربية السعودية والولايات المتحدة حليفتين استراتيجيتين ومنذ أن تولى الرئيس أوباما منصبه في عام 2009 باعت الولايات المتحدة 110 مليارات دولار من الأسلحة إلى المملكة العربية السعودية كما بدأت وكالة الأمن الوطني (NSA) في عام 2013 بالتعاون مع وزارة الداخلية السعودية في محاولة للمساعدة في ضمان «استمرارية النظام» توضح مذكرة سرية في نيسان / أبريل 2013 برنامج الوكالة لتقديم «الدعم التحليلي والتقني المباشر» للسعوديين حول مسائل «الأمن الداخلي» وكانت وكالة المخابرات المركزية قد جمعت مسبقا معلومات استخباراتية للنظام قبل فترة طويلة.
بعد وفاة الملك عبد الله في يناير / كانون الثاني 2015 أشاد به البيت الأبيض والرئيس أوباما بصفته قائداً وذكر «أهمية العلاقة الأمريكية السعودية كقوة للاستقرار والأمن في الشرق الأوسط وما وراءه».
أعلن الرئيس باراك أوباما في مارس 2015 أنه قد أذن لقوات الولايات المتحدة بتقديم الدعم اللوجستي والاستخباراتي للسعودية في تدخلهم العسكري في اليمن وإنشاء "خلية تخطيط مشتركة ولقد نظر محامو الحكومة الأمريكية فيما إذا كانت الولايات المتحدة شريكا في الحرب من الناحية القانونية وإذا كانت النتيجة كذلك ستلزم الولايات المتحدة بالتحقيق في مزاعم جرائم الحرب التي يرتكبها التحالف السعودي ويمكن أن يخضع الأفراد العسكريون الأمريكيون للملاحقة القضائية.
كما كتب الصحفي الأمريكي غلين غرينوالد في أكتوبر / تشرين الأول 2016 "منذ بدء حملة القصف السعودي الشنيع ضد اليمن قبل 18 شهراً لعبت دولتان دورًا نشطًا وحيويًا في تمكين المجزرة وهما الولايات المتحدة والملكة المتحدة والتي كان من المستحيل أن ترتكب هذه الفظائع من دون دعمهم القوي والثابت.
عملوا السناتور راند بول وكريس مورفي في سبتمبر 2016 على منع البيع المقترح من الولايات المتحدة إلى السعودية بقيمه 1.15 مليار دولار من الأسلحة كما صوّت مجلس الشيوخ الأمريكي بأغلبية 71 صوتًا مقابل 27 ضد قرار مورفي بول أكد وزير الدفاع الأمريكي جيمس ماتيس في يناير على «أهمية العلاقة الاستراتيجية بين الولايات المتحدة والمملكة العربية السعودية» كما أعرب ماتيس عن دعمه لحملة عسكرية قادتها المملكة العربية السعودية ضد المتمردين الشيعة في اليمن وطلب من الرئيس ترامب إزالة القيود المفروضة على الدعم العسكري الأمريكي للمملكة العربية السعودية وفي 10 فبراير 2017 منح مدير وكالة المخابرات المركزية مايك بومبيو ولي العهد السعودي محمد بن نايف ميدالية «جورج تينيت» لوكالة المخابرات المركزية.

## زيارات دبلوماسية تاريخية

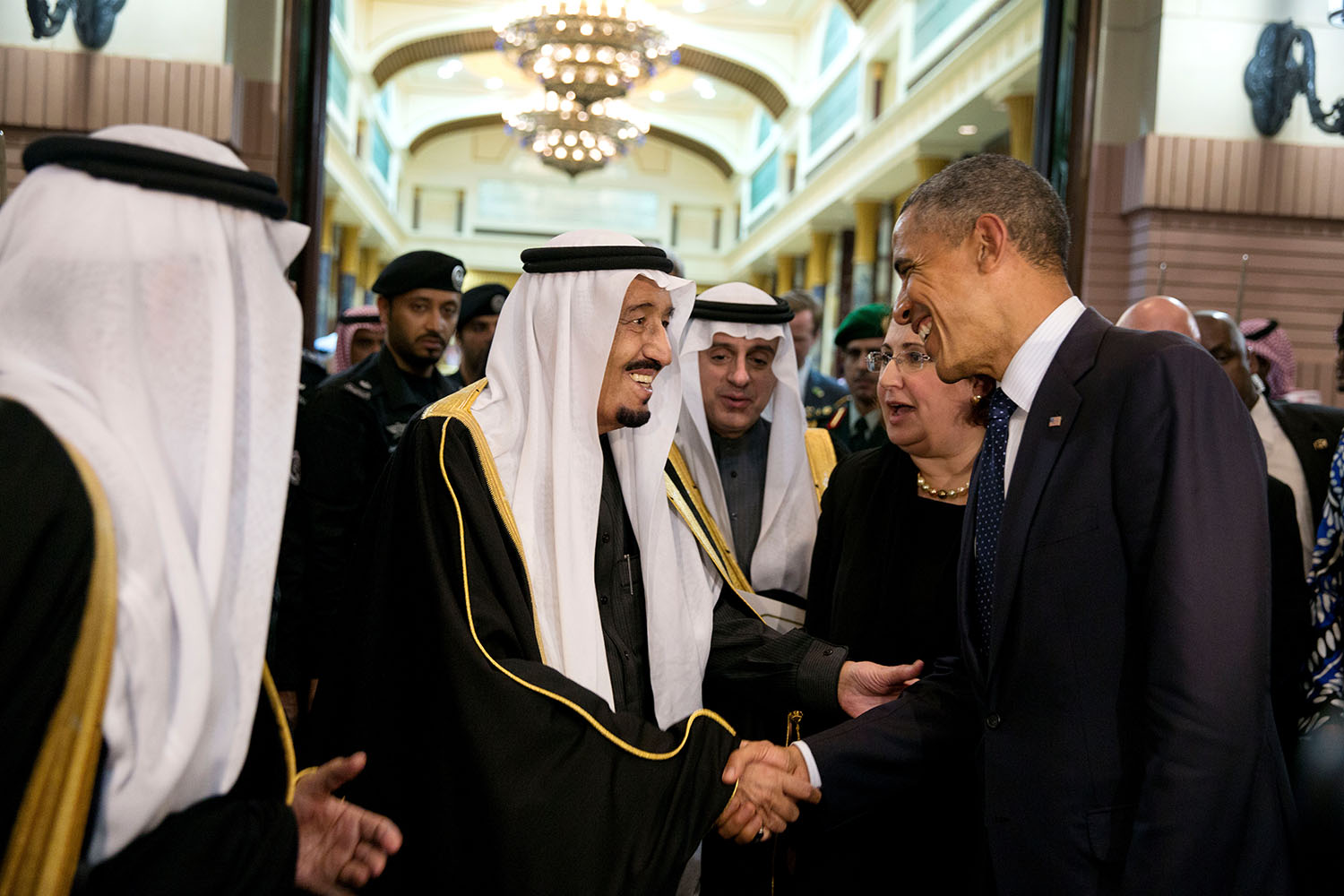
الرئيس الأمريكي باراك أوباما يصافح الملك سلمان في الرياض ، 27 يناير 2015.

وصلت العلاقات الأمريكية السعودية إلى أعلى مستوياتها بالتأكيد بعد زيارات الرئيس جورج دبليو بوش للسعودية عام 2008 وهي المرة الأولى التي يزور فيها رئيس أميركي بلدًا أجنبيًا مرتين في أقل من أربعة أشهر وزيارات الملك عبد الله الثلاث للولايات المتحدة 2002 و2005 و2008 وقد وسّعت الدولتين علاقتهما بعد النفط وجهود مكافحة الإرهاب. فعلى سبيل المثال خصص الملك عبد الله أموالا للشبان السعوديين للدراسة في الولايات المتحدة وأحد أهم الأسباب التي جعلت الملك عبد الله يقوم بتقديم هذه المنح هو إعطائهم وجهة نظر غربية وإضفاء انطباع إيجابي عن المملكة العربية السعودية لدى الشعب الأمريكي ومن ناحية أخر فقد ناقش الرئيس بوش الأزمة الاقتصادية العالمية وما يمكن أن تقوم به العلاقة الأمريكية السعودية بشأنه (تبسم، 2008) وخلال الاجتماعات مع السعوديين أخذت إدارة بوش السياسات السعودية على محمل الجد بسبب وجودها الاقتصادي والدفاعي السائد في المنطقة وتأثيرها الإعلامي الكبير على العالم الإسلامي. وعلى العموم اتخذ الزعيمان العديد من القرارات التي تتعامل مع الجوانب الأمنية والاقتصادية والتجارية للعلاقة، مما يجعلها في قمة شهرتها.
صفقات الأسلحة الأمريكية السعودية عام 2017

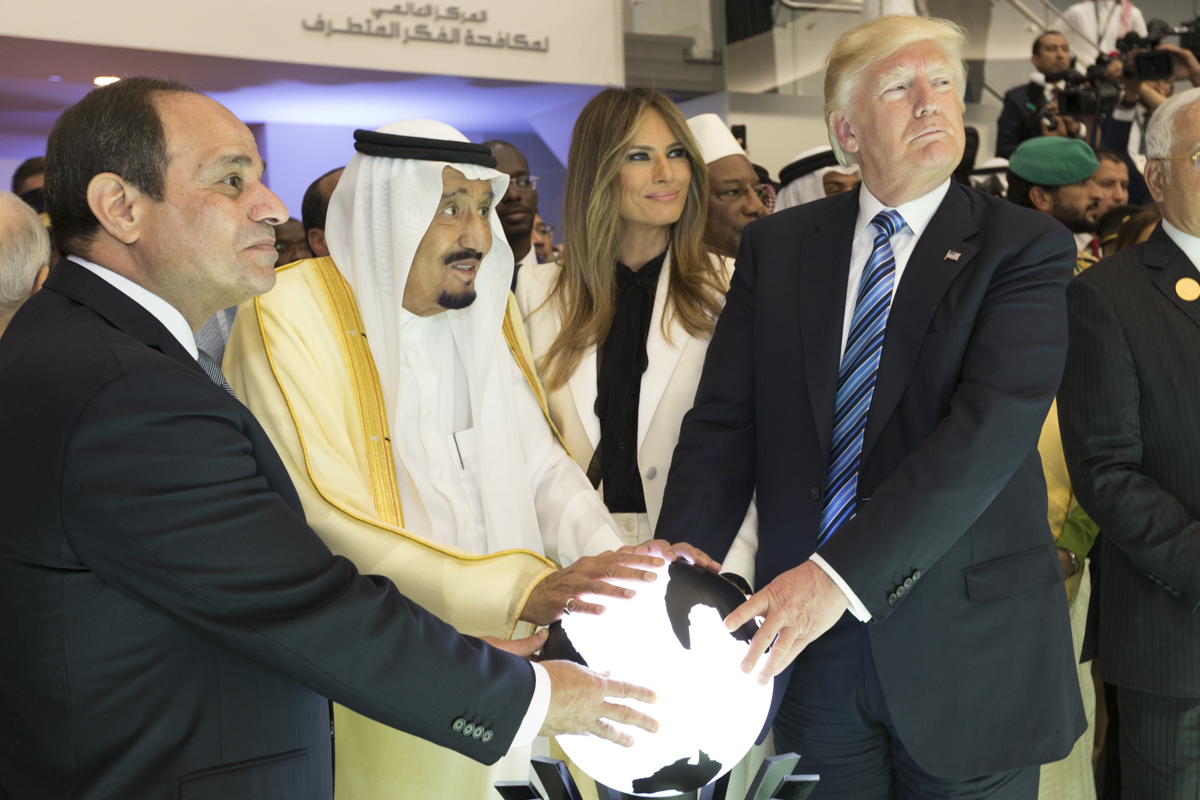
الرئيس الأمريكي دونالد ترامب والملك سلمان ووالرئيس المصري عبد الفتاح السيسي ، 21 مايو 2017.

أجاز الرئيس الأمريكي دونالد ترامب صفقة أسلحة مع المملكة العربية السعودية تبلغ قيمتها حوالي 110 مليار دولار وبقيمة 300 مليار دولار على مدى عشر سنوات وقعت في 20 مايو 2017 وهذا يشمل التدريب والتعاون الوثيق مع الجيش السعودي كما تضمنت الوثائق الموقعة خطابات ذات أهمية ورسائل تحتوي أهداف ونوايا بدون عقود فعلية.
بلغت مخزونات الدفاع الأمريكية أعلى مستوياتها على الإطلاق بعد أن أعلن دونالد جي. ترامب عن صفقة أسلحة بقيمة 110 مليار دولار إلى المملكة العربية السعودية.
كما وقعت المملكة العربية السعودية مليارات الدولارات من الصفقات مع منتجي الأسلحة وشركات الطاقة الأمريكية بما في ذلك شركة لوكهيد مارتن وبوينغ ورايثيون وجنرال دايناميكس ونورثروب غرومان وجنرال إلكتريك وإكسون موبيل وهاليبرتون وهانيويل وماكديرموت إنترناشيونال ومجموعة جاكوبز وروان الشركات وناشونال أويلويل فاركو والنابور للصناعات وويذرفورد الدولية وشلمبرجير وداو كيميكال.

## العلاقات الأقتصادية
في عام 2018م، تجاوز حجم التجارة الثنائية بين الدولتين نحو 166,264 مليون ريال، منها صادرات بقيمة 95,622 مليون ريال سعودي وواردات بقيمة 70,642 مليون ريال. في حين أنه في عام 2017م وصل حجم التبادل التجاري بين البلدين نحو 136,953 مليون ريال سعودي، حيث بلغ حجم الواردات في ذلك العام نحو 68,086 مليون ريال، والصادرات نحو 68,867 مليون ريال سعودي.

### أهم السلع المصدرة لعام 2018
- منتجات معدنية.
- أسمدة
- ألومنيوم ومصنوعاته.
- مصنوعات من حديد أو صب (فولاذ).
- منتجات كيماوية عضوية.

### أهم السلع المستوردة 2018
- سيارات وأجزاؤها.
- آلات وأدوات آلية وأجزاؤها.
- أجهزة ومعدات كهربائية وأجزاؤها.
- أجهزة طبية وبصرية وتصويرية.
- مركبات جوية وأجزاؤها.[11]

## أبرز الاتفاقيات واللجان مشتركة
- اتفاقية تعزيز العلاقات التجارية والاستثمارية، التي وقعها البلدين في 31 يوليو 2003، نتج عنها تأسيس مجلس التجارة والاستثمار السعودي الأمريكي، الذي يرأسها من الجانب السعودي وزارة التجارة والصناعة.
- اتفاقية التعاون الفني بين حكومة المملكة العربية السعودية الولايات المتحدة الأمريكية، والتي بمقتضاها يسعى الطرفان لتوسيع التعاون في مجال الاقتصاد والتكنولوجيا والصناعة بينهما.
- اتفاقية الاستثمارات الخاصة المضمونة بين الجانبين من أجل زيادة مشاركة الشركات الخاصة الأمريكية في المشاريع الهادفة إلى إدخال التكنولوجيا الحديثة إلى المملكة العربية السعودية.
- اللجنة المشتركة السعودية الأمريكية، ويرأسها من الجانب السعودي وزارة المالية.
- الاتفاق على إنشاء حوار استراتيجي بين البلدين لتثبيت العلاقات، في عام 2005م، على قواعد مؤسساتية، وفتح مجال أوسع للمسئولين المعنيين في البلدين للتواصل المباشر مع بعضهم. ويرأس الحوار الاستراتيجي وزيري الخارجية البلدين، ويشتمل على ستة فرق عمل في الشئون العسكرية، الشئون القنصلية، الشئون القتصادية، شئون الطاقة، مكافحة الإرهاب، التعليم والتبادل الثقافي، والذي تم من خالله تمديد فترة صلاحية التأشيرات لمواطني البلدين من خلال توقيع مذكرة تفاهم عام 2008م، بموجبها يمنح كل بلد مواطني البلد الآخر تأشيرات متعددة السفرات تصل لمدة خمس سنوات وذلك للطلاب والسياح ورجال األعمال، والسعي لتشجيع الاستثمار، وتسهيل تبادل الزيارات بين المسئولين ورجال الأعمال.[12]

## تاريخ الزيارات المتبادلة

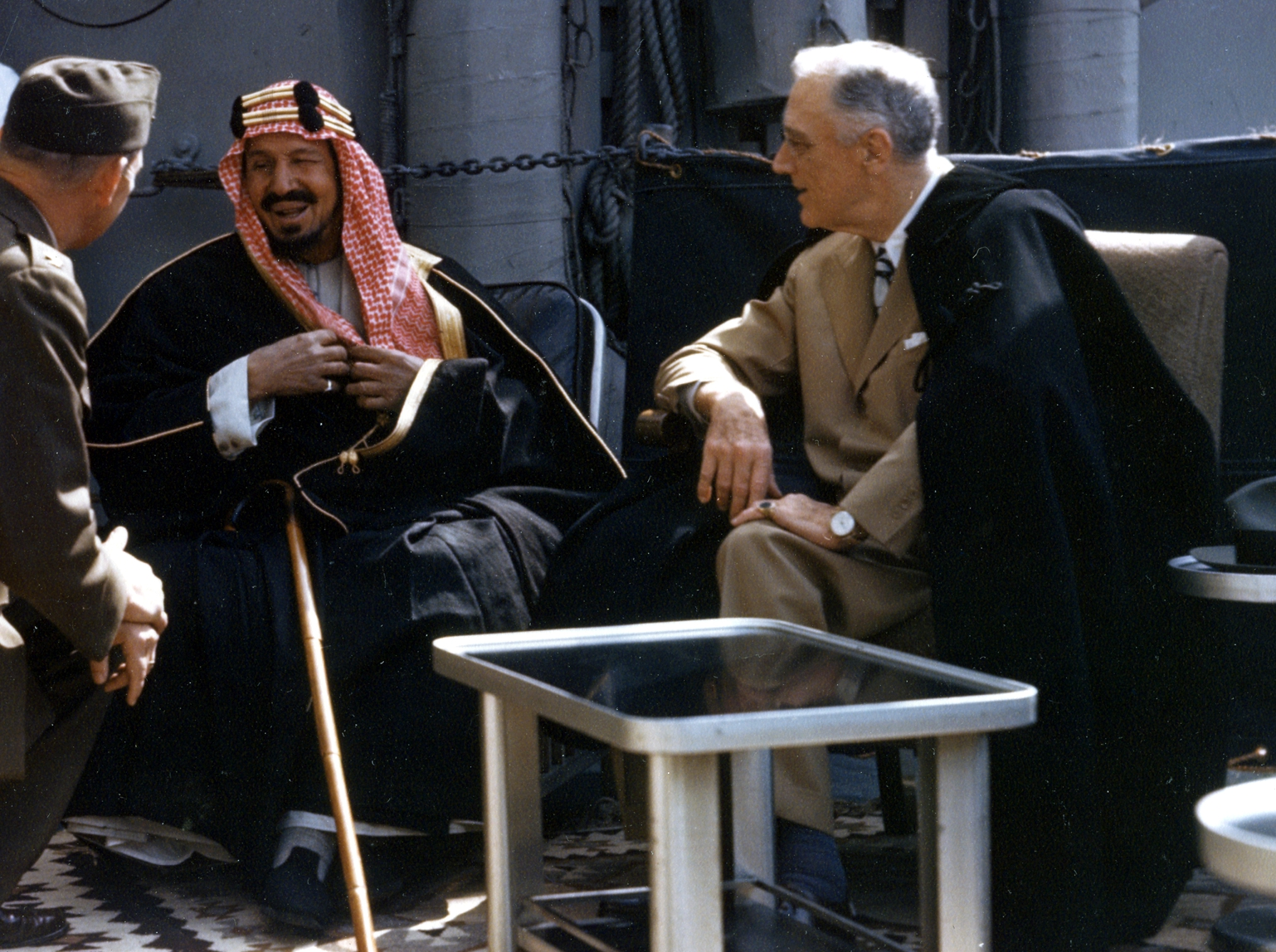
رئيس الولايات المتحدة روزفيلت يقابل الملك السعودي عبد العزيز على متن سفينة عسكرية امريكية في مصر

حسب الوثائق الأميركية، في عام 1943 زار أول وفد سعودي رفيع المستوى الولايات المتحدة، عندما أرسل المغفور له الملك عبد العزيز نجليه: المغفور له الأمير (الملك في وقت لاحق) فيصل، والمغفور له الأمير (الملك في وقت لاحق) خالد، وذلك لبحث العلاقات بين البلدين.
وفي عام 1945، زار الأمير فيصل الولايات المتحدة، ممثلاً للملك عبد العزيز، لحضور تأسيس منظمة الأمم المتحدة في سان فرانسيسكو.
وفي عام 1951، بعد زيارات متبادلة لكبار المسؤولين في الدولتين، وقعت الدولتان اتفاقية أمنية وهو نفس العام الذي تحول فيه اسم الشركة الأميركية التي كانت تنقب وتنتج النفط من «شركة كاليفورنيا أربيان ستاندرد أويل» إلى «الشركة العربية الأميركية للنفط (أرامكو. ثم أرامكو السعودية).
وفي عام 1957، كان الملك سعود أول ملك سعودي يزور الولايات المتحدة. وكان ذلك بعد عام من العدوان البريطاني الفرنسي الإسرائيلي على مصر. واجتمع مع الرئيس دوايت أيزنهاور. وأثنى على دوره في إنهاء العدوان الذي اعتبره الملك سعود عدوانا على كل الدول العربية. (وبعد قرابة عشرين عاما تقريبا، في عام 1974، كان الرئيس ريتشارد نيكسون أول رئيس أميركي يزور السعودية، في عهد الملك فيصل).
وفي عام 1962، زار الملك سعود الولايات المتحدة مرة ثانية. واجتمع مع الرئيس جون كيندي لتعزيز العلاقات الاقتصادية، وتلبية حاجة المملكة الأمنية، وكان ذلك بعد توترات، وثورات، وانقلابات عسكرية، في المنطقة، وأيضا، بعد زيادة التهديد الإسرائيلي.
وفي عام 1966، زار الملك فيصل الولايات المتحدة في أول زيارة له كملك، وقابل الرئيس لندون جونسون. ومما بحثاه تأسيس شراكة سعودية أميركية لتنفيذ مشروعات التنمية في السعودية.
وفي عام 1971، زار الملك فيصل الولايات المتحدة مرة أخرى. هذه المرة، كان الرئيس هو ريتشارد نيكسون. وحدث في ذلك الوقت زيادة التهديدات والتوسعات الشيوعية واليسارية في المنطقة. وأيضا، زيادة التهديدات الإسرائيلية، وخصوصا لأن إسرائيل كانت تحتل كل سيناء حتى قناة السويس. ومهد الزعيمان لوضع خطط ثابتة تقوي العلاقات بين البلدين. لهذا، بعد ثلاثة أعوام (عام 1974)، تأسست اللجنة الاقتصادية السعودية - الأميركية المشتركة. وفي عام 1977، زار المغفور له الأمير ولي العهد (في وقت لاحق الملك) فهد الولايات المتحدة. وقابل الرئيس جيمي كارتر.
وفي عام 1979، زار الولايات المتحدة المغفور له الملك خالد. وقابل الرئيس جيمي كارتر. وفي نفس العام، زار السعودية الرئيس جيمي كارتر. واجتمع مع الملك خالد.
كانت تلك سنوات ما بعد حرب أكتوبر (تشرين الأول) عام 1973، ومفاوضات انسحاب القوات الإسرائيلية من الأراضي التي احتلتها. والدور الخاص الذي كان يقوم به الرئيس كارتر لحل المشكلة بين العرب وإسرائيل والثورة الإيرانية بقيادة آية الله الخميني (1979).
وفي عام 1985، زار الملك فهد الولايات المتحدة، لأول مرة كملك. وكان أكثر من غيره من إخوانه زيارة للولايات المتحدة. فقد كان زارها عام 1945 (مع الأمير فيصل) وعام 1969 حينما كان نائبا ثانيا لرئيس الوزراء ووزيرا للداخلية وعام 1974، وعام 1977، حينما كان وليا للعهد.
في 1985، عندما زار الملك فهد الولايات المتحدة، قابل الرئيس رونالد ريغان. وكانت تلك سنوات الطفرة في السعودية. ونسق الزعيمان زيادة إسهامات واستثمارات الشركات الأميركية في خطط التنمية السعودية العملاقة، وأيضا في المجال العسكري، حيث جاءت الزيارة بعد نجاح الرئيس ريغان في إجازة الكونغرس لصفقة طائرات «أواكس».
صار الرئيس جورج بوش الأب أكثر رئيس أميركي يزور السعودية: عام 1990، وعام 1991، وعام 1992، خلال عهد الملك فهد. وكانت تلك سنوات الغزو العراقي للكويت، وعمليات عسكرية مشتركة لتحرير الكويت، مثل: «درع الصحراء» و«عاصفة الصحراء» و«هدوء الصحراء» (عودة القوات الأميركية).
في عام 1994، زار الرئيس بيل كلينتون السعودية وقابل الملك فهد. وكانت تلك سنوات «المراقبة الجنوبية» (مراقبة الطائرات الأميركية لمنطقة حظر الطيران فوق جنوب العراق وحماية الأسطول الأميركي لناقلات النفط في الخليج).
وفي عام 1998، زار ولي العهد (لاحقا الملك) عبد الله الولايات المتحدة وقابل الرئيس كلينتون. وخلال نفس تلك الفترة، زار الولايات المتحدة، وقابل الرئيس كلينتون، المغفور له الأمير سلطان بن عبد العزيز، النائب الثاني لرئيس مجلس الوزراء ووزير الدفاع والمفتش العام. وأيضا، زار السعودية، وقابل الملك فهد أل غور، نائب الرئيس كلينتون.
بالإضافة إلى التعاون الاقتصادي، والوضع في المنطقة، كان موضوع العراق، وشراء مزيد من الأسلحة الأميركية من أهم أجندة هذه الزيارات.
وفي عام 2000، في آخر عام للرئيس كلينتون في البيت الأبيض، زار الولايات المتحدة ولي العهد الأمير عبد الله. ثم زارها في عام 2002، في عهد الرئيس جورج بوش الابن. وكانت هذه الزيارة من أهم الزيارات، لأنها جاءت بعد هجمات 11 سبتمبر (أيلول) الإرهابية، وفي عام 2005، وهو الملك عبد الله، وهذه المرة وضعت أسس فتح صفحة جديدة في العلاقات بين البلدين. وترسخ التعاون في مجال الحرب ضد الإرهاب.
وفي عام 2008، زار الملك عبد الله نيويورك، وكان بدأ مبادرة حوار الأديان وألقى خطابا مهما عن الموضوع في الأمم المتحدة (وزار الفاتيكان وقابل البابا). خلال الزيارة، اجتمع معه الرئيس جورج بوش الابن وأشاد بدور الملك عبد الله في تعميم ثقافة السلام والتقارب بين أتباع الأديان المختلفة. ثم اجتمعا على هامش مؤتمر قمة الدول العشرين الاقتصادية.
مع بداية عام 2009، دخل البيت الأبيض الرئيس باراك أوباما. وبعد خمسة أشهر، زار السعودية، واجتمع مع الملك عبد الله. كانت الزيارة، بالإضافة إلى دعم العلاقة بين البلدين، في نطاق صفحة جديدة أراد أوباما أن يبدأ بها علاقات الولايات المتحدة في المنطقة، بعد سنوات غزو واحتلال العراق. في نفس العام، زار الملك عبد الله الولايات المتحدة ضيفا على الرئيس أوباما.
وفي عام 2012، زار خادم الحرمين الشريفين الملك سلمان بن عبد العزيز (عندما كان وليا للعهد ووزيرا للدفاع) الولايات المتحدة وقابل الرئيس أوباما في البيت الأبيض، بالإضافة إلى مقابلات في البنتاغون وفي الكونغرس، والزيارة الحالية هي الأولى له للولايات المتحدة ملك ا.